# TikTok
TikTok, hay còn biết tới là Douyin (Đấu Âm) tại Trung Quốc, là một nền tảng video âm nhạc và mạng xã hội của Trung Quốc được tạo ra bởi Trương Nhất Minh - người sáng lập của ByteDance. Nó được sử dụng để tạo các video ca nhạc ngắn, hát nhép, khiêu vũ, hài kịch và tài năng từ 3 giây đến 10 phút, và các video lặp lại ngắn từ 3 đến 60 giây.
ByteDance lần đầu tiên ra mắt Douyin cho thị trường Trung Quốc vào tháng 9 năm 2016. Sau đó, TikTok đã được ra mắt vào năm 2017 cho iOS và Android ở hầu hết các thị trường bên ngoài Trung Quốc ; tuy nhiên, chỉ có sẵn trên toàn thế giới, bao gồm cả Hoa Kỳ, sau khi hợp nhất với Musical.ly vào ngày 2 tháng 8 năm 2018.
TikTok và Douyin có giao diện người dùng gần như giống nhau nhưng không có quyền truy cập nội dung của nhau. Mỗi máy chủ của họ đều dựa trên thị trường có sẵn ứng dụng tương ứng. Ngoài trụ sở chính của ByteDance tại Bắc Kinh, TikTok còn có các văn phòng toàn cầu, bao gồm ở Dublin, Los Angeles, Thành phố New York, London, Paris, Berlin, Dubai, Mumbai, Singapore, Jakarta, Seoul và Tokyo. Kể từ khi ra mắt vào năm 2016, TikTok / Douyin nhanh chóng trở nên phổ biến ở Đông Á, Nam Á, Đông Nam Á, Hoa Kỳ, Thổ Nhĩ Kỳ, Nga và các khu vực khác trên thế giới. Tính đến tháng 8 năm 2020, TikTok, ngoại trừ Douyin, đã vượt qua 1 tỷ người dùng trên toàn thế giới trong vòng chưa đầy bốn năm. Tính đến tháng 4 năm 2020, Douyin có khoảng 500 triệu người dùng hoạt động hàng tháng. Kể từ tháng 6 năm 2020, Kevin Mayer là Giám đốc điều hành của TikTok và COO của công ty mẹ ByteDance. Trước đây, ông là chủ tịch của Walt Disney Direct-to-Consumer & International. Vào ngày 3 tháng 8 năm 2020, Tổng thống Hoa Kỳ Donald Trump đã đe dọa sẽ cấm TikTok tại Hoa Kỳ vào ngày 15 tháng 9 nếu các cuộc đàm phán để công ty được mua lại bởi Microsoft hoặc một công ty "rất Mỹ" khác đã không thành công. Vào ngày 6 tháng 8, Trump đã ký hai lệnh hành pháp cấm "giao dịch" của Hoa Kỳ với TikTok và WeChat với công ty mẹ của nó, ByteDance, có hiệu lực sau 45 ngày kể từ ngày ký. Nó đã bị chính phủ Ấn Độ cấm kể từ tháng 6 năm 2020 cùng với các ứng dụng khác của Trung Quốc để đối phó với cuộc đụng độ biên giới với Trung Quốc.

## Lịch sử

### Phát triển
Douyin được ByteDance ra mắt tại Trung Quốc vào tháng 9 năm 2016, ban đầu dưới tên A.me, trước khi đổi tên thành Douyin vào tháng 12 năm 2016. ByteDance đã lên kế hoạch để Douyin mở rộng ra nước ngoài. Người sáng lập ByteDance, Trương Nhất Minh, tuyên bố rằng "Trung Quốc là nơi chỉ có 1/5 người dùng Internet trên toàn cầu. Nếu chúng tôi không mở rộng trên quy mô toàn cầu, chúng tôi chắc chắn sẽ thua các đồng nghiệp đang để mắt tới 4/5. Vì vậy, việc phát triển ra toàn cầu là điều bắt buộc." Douyin được phát triển trong 200 ngày và trong vòng một năm đã có 100 triệu người dùng, với hơn một tỷ video được xem mỗi ngày. TikTok được ra mắt trên thị trường quốc tế vào tháng 9 năm 2017 (tức 1 năm sau khi ra mắt) . Vào ngày 23 tháng 1 năm 2018, ứng dụng TikTok đã xếp thứ nhất trong số các lượt tải xuống ứng dụng miễn phí trên các cửa hàng ứng dụng ở Thái Lan và các quốc gia khác.
TikTok đã được tải xuống hơn 80 triệu lần ở Hoa Kỳ và đã đạt 2 tỷ lượt tải xuống trên toàn thế giới, theo dữ liệu từ công ty nghiên cứu di động Sensor Tower không bao gồm người dùng Android ở Trung Quốc. Nhiều người nổi tiếng bao gồm Jimmy Fallon và Tony Hawk đã bắt đầu sử dụng ứng dụng này vào năm 2018. Những người nổi tiếng khác như Jennifer Lopez, Jessica Alba, Will Smith và Justin Bieber cũng tham gia TikTok và nhiều người nổi tiếng khác đã làm theo.
Vào ngày 3 tháng 9 năm 2019, TikTok và Liên đoàn Bóng đá Quốc gia Hoa Kỳ (NFL) đã công bố mối quan hệ đối tác kéo dài nhiều năm. Thỏa thuận xảy ra chỉ hai ngày trước khi mùa giải thứ 100 của NFL bắt đầu tại Soldier Field, nơi TikTok tổ chức các hoạt động dành cho người hâm mộ để tôn vinh thỏa thuận. Sự hợp tác này đòi hỏi sự ra mắt của tài khoản NFL TikTok chính thức nhằm mang lại các cơ hội tiếp thị mới như video được tài trợ và những thách thức về thẻ bắt đầu bằng #.

### Hợp nhất với Musical.ly
Vào ngày 9 tháng 11 năm 2017, công ty mẹ của TikTok, ByteDance, đã chi tới 1 tỷ đô la để mua musical.ly, một công ty khởi nghiệp có trụ sở tại Thượng Hải với văn phòng tại Santa Monica, California. Musical.ly là một nền tảng video trên mạng xã hội cho phép người dùng tạo các video hát nhép và hài ngắn, được phát hành lần đầu vào tháng 8 năm 2014. Nó đã được nhiều người biết đến, đặc biệt là đối với khán giả nhỏ tuổi. Mong muốn tận dụng cơ sở người dùng trẻ của nền tảng kỹ thuật số Hoa Kỳ, TikTok đã hợp nhất với musical.ly vào ngày 2 tháng 8 năm 2018 để tạo ra một cộng đồng video lớn hơn, với các tài khoản và dữ liệu hiện có được hợp nhất thành một ứng dụng, giữ nguyên tiêu đề là TikTok. Điều này đã kết thúc musical.ly và đưa TikTok trở thành ứng dụng trên toàn thế giới, ngoại trừ Trung Quốc, vì Trung Quốc có Douyin.

### Mở rộng ra các thị trường khác
Tính đến năm 2018, TikTok đã có mặt ở hơn 150 thị trường và bằng 75 ngôn ngữ. TikTok đã được tải xuống hơn 104 triệu lần trên App Store của Apple trong nửa đầu năm 2018, theo dữ liệu do Sensor Tower cung cấp cho CNBC.
Sau khi hợp nhất với musical.ly vào tháng 8, lượt tải xuống đã tăng lên và TikTok trở thành ứng dụng được tải xuống nhiều nhất ở Mỹ vào tháng 10 năm 2018, điều mà musical.ly đã từng làm trước đó. Vào tháng 2 năm 2019, TikTok, cùng với Douyin, đã đạt một tỷ lượt tải xuống trên toàn cầu, không bao gồm lượt cài đặt Android ở Trung Quốc. Vào năm 2019, các phương tiện truyền thông đã trích dẫn TikTok là ứng dụng di động được tải xuống nhiều thứ 7 trong thập kỷ, từ năm 2010 đến năm 2019. Nó cũng là ứng dụng được tải xuống nhiều nhất trên App Store của Apple trong năm 2018 và 2019, vượt qua Facebook, YouTube và Instagram.

### Douyin
Là một ứng dụng riêng biệt với TikTok, Douyin có sẵn trên trang web của nhà phát triển. Ứng dụng chỉ có thể được tải xuống ở Trung Quốc và có đối tượng lớn tuổi hơn TikTok một chút, vì cơ sở người dùng của họ trải dài từ trẻ em đến người lớn trung niên. Ứng dụng sử dụng hai loại xác minh khác nhau, xác minh cá nhân của người có ảnh hưởng tương tự như của TikTok và xác minh doanh nghiệp yêu cầu giấy phép và phí hàng năm. Người dùng đã được xác minh doanh nghiệp có thể quảng cáo cho một đối tượng cụ thể, điều này cho phép họ chọn nơi họ muốn xem video của mình, chẳng hạn như một vị trí thực tế cụ thể. Douyin cũng có cửa hàng riêng, trong đó người dùng có thể gắn thẻ và quảng cáo sản phẩm của họ, đồng thời người dùng có thể yêu cầu làm việc với người có ảnh hưởng cho các giao dịch thương hiệu. Một phần của sự phổ biến của ứng dụng là do các chiến dịch tiếp thị của nó đã đưa ra một số hoạt động với những người nổi tiếng Trung Quốc để thu hút sự quan tâm của người hâm mộ.

## Tính năng và xu hướng

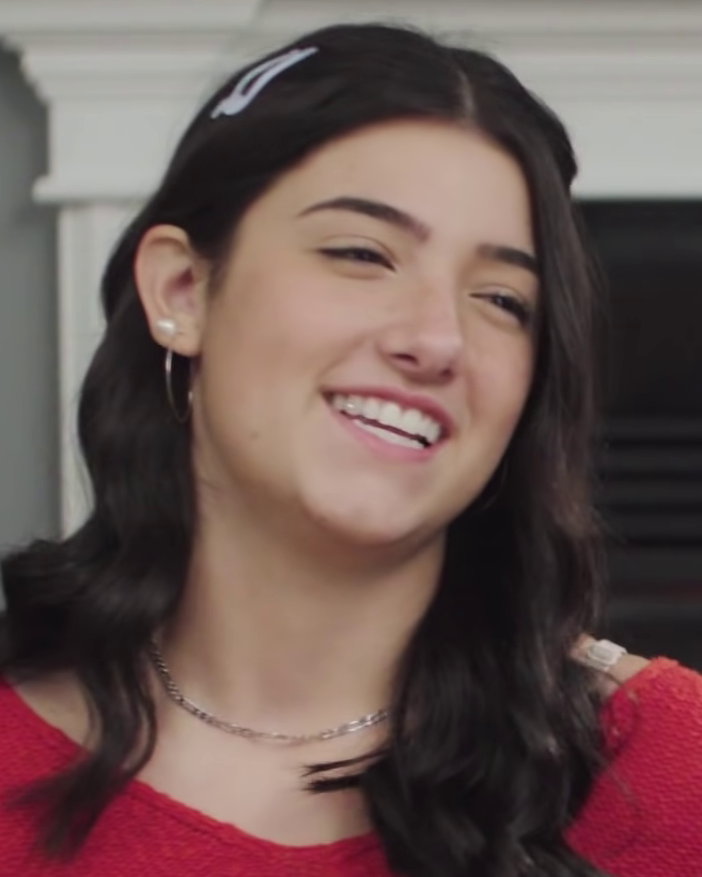
Charli D'Amelio từng là người đạt nhiều lượt theo dõi và lượt thích nhất TikTok với 92 triệu người theo dõi và 9,4 tỷ lượt thích

Ứng dụng TikTok dành cho thiết bị di động cho phép người dùng tạo một đoạn video ngắn thường có nhạc nền, có thể tăng tốc, làm chậm hoặc chỉnh sửa bằng bộ lọc. Họ cũng có thể thêm âm thanh của riêng mình trên nhạc nền. Để tạo video nhạc bằng ứng dụng, người dùng có thể chọn nhạc nền từ nhiều thể loại nhạc, chỉnh sửa bằng bộ lọc và quay video dài 15 giây có điều chỉnh tốc độ trước khi tải lên để chia sẻ với người khác trên TikTok hoặc các nền tảng xã hội khác. Họ cũng có thể quay video ngắn hát nhép các bài hát nổi tiếng.
Tính năng "phản ứng" của ứng dụng cho phép người dùng quay phim phản ứng của họ đối với một video cụ thể, qua đó nó được đặt trong một cửa sổ nhỏ có thể di chuyển xung quanh màn hình. Tính năng "song ca" của nó cho phép người dùng quay một video sang một video khác. Tính năng "song ca" là một nhãn hiệu khác của Musical.ly.
Những video mà người dùng chưa muốn đăng có thể được lưu trong "bản nháp" của họ. Người dùng được phép xem "bản nháp" của họ và đăng khi họ thấy nó phù hợp. Ứng dụng cho phép người dùng đặt tài khoản của họ là "riêng tư". Khi tải xuống ứng dụng lần đầu tiên, tài khoản của người dùng được công khai theo mặc định. Người dùng có thể chuyển sang chế độ riêng tư trong cài đặt của họ. Nội dung riêng tư vẫn hiển thị với TikTok, nhưng bị chặn đối với những người dùng TikTok, những người mà chủ tài khoản không cho phép xem nội dung của họ. Người dùng có thể chọn bất kỳ người dùng nào khác, hoặc chỉ "bạn bè" của họ, có thể tương tác với họ thông qua ứng dụng thông qua nhận xét, tin nhắn hoặc video "phản ứng" hoặc "song ca". Người dùng cũng có thể đặt các video cụ thể thành "công khai", "chỉ bạn bè" hoặc "riêng tư" bất kể tài khoản có ở chế độ riêng tư hay không.
Người dùng cũng được phép báo cáo tài khoản tùy thuộc vào nội dung của tài khoản là spam hoặc không phù hợp. Trong trung tâm hỗ trợ của TikTok với mục "Dành cho cha mẹ", họ trấn an các bậc cha mẹ rằng nội dung không phù hợp với con họ có thể bị chặn và báo cáo.
Trang "Dành cho bạn" trên TikTok là nguồn cấp dữ liệu các video được đề xuất cho người dùng dựa trên hoạt động của họ trên ứng dụng. Nội dung được tạo bởi trí thông minh nhân tạo (AI) của TikTok tùy thuộc vào loại nội dung mà người dùng thích, tương tác hoặc tìm kiếm. Người dùng cũng có thể chọn thêm vào mục yêu thích hoặc chọn "không quan tâm" đến video trong trang dành cho bạn của họ. TikTok kết hợp nội dung yêu thích của người dùng để cung cấp các video mà họ cũng sẽ thích. Người dùng và nội dung của họ chỉ có thể được giới thiệu trên trang "dành cho bạn" nếu họ từ 16 tuổi trở lên theo chính sách TikTok. Người dùng dưới 16 tuổi sẽ không hiển thị trong trang "dành cho bạn", trang âm thanh hoặc dưới bất kỳ thẻ bắt đầu bằng # nào.
Khi người dùng theo dõi những người dùng khác, trang "đang theo dõi" nằm ở bên trái của trang "dành cho bạn". Đây là trang để chỉ xem video từ các tài khoản mà người dùng theo dõi.
Người dùng cũng có thể thêm video, thẻ bắt đầu bằng #, bộ lọc và âm thanh vào phần "đã lưu" của họ. Khi tạo video, họ có thể tham khảo phần đã lưu của mình hoặc tạo video ngay từ phần đó. Phần này chỉ hiển thị với người dùng trên hồ sơ của họ, cho phép họ tham khảo lại bất kỳ video, thẻ bắt đầu bằng #, bộ lọc hoặc âm thanh nào họ đã lưu trước đó.
Người dùng cũng có thể gửi cho bạn bè video, biểu tượng cảm xúc và tin nhắn bằng tin nhắn trực tiếp.
TikTok cũng đã đưa vào tính năng tạo video dựa trên nhận xét của người dùng.
Những người có ảnh hưởng thường sử dụng tính năng "trực tiếp". Tính năng này chỉ khả dụng cho những người có ít nhất 1.000 người theo dõi và trên 16 tuổi. Nếu trên 18 tuổi, những người theo dõi của người dùng có thể gửi "quà tặng" ảo mà sau này có thể đổi thành tiền.
Một trong những tính năng mới nhất tính đến năm 2020 là "Vật phẩm ảo" của tính năng "Cử chỉ nhỏ". Điều này dựa trên thực tiễn lớn về quà tặng xã hội của Trung Quốc. Kể từ khi tính năng này được bổ sung, nhiều công ty và nhãn hàng làm đẹp đã tạo tài khoản TikTok để tham gia và quảng cáo tính năng này. Với sự kiểm dịch ở Hoa Kỳ, việc tặng quà xã hội đã trở nên phổ biến. Theo một đại diện của TikTok, chiến dịch được phát động do kết quả của việc khóa mạng, "để xây dựng ý thức hỗ trợ và động viên với cộng đồng TikTok trong những thời điểm khó khăn này." 
TikTok đã công bố một "chế độ an toàn cho gia đình" vào tháng 2 năm 2020 để các bậc cha mẹ có thể kiểm soát tình trạng kỹ thuật số của con mình. Có tùy chọn quản lý thời gian sử dụng thiết bị, chế độ hạn chế và có thể đặt giới hạn cho các tin nhắn trực tiếp.

### Trí tuệ nhân tạo
TikTok sử dụng trí thông minh nhân tạo để phân tích sở thích và sở thích của người dùng thông qua tương tác của họ với nội dung và hiển thị nguồn cấp nội dung được cá nhân hóa cho từng người dùng. TikTok có một thuật toán trong đó họ xử lý các sở thích của người dùng dựa trên các video mà họ "thích", nhận xét và cả thời lượng họ xem video. So với các thuật toán tiêu dùng khác như YouTube và Netflix với danh sách các video được đề xuất, TikTok diễn giải sở thích cá nhân của người dùng và cung cấp nội dung mà họ sẽ thích.  

### Xu hướng viral
Có rất nhiều xu hướng trong TikTok, bao gồm meme, bài hát hát nhép và video hài. Duets, một tính năng cho phép người dùng thêm video của chính họ vào video hiện có với âm thanh của nội dung gốc, đã làm dấy lên hầu hết các xu hướng này.
Xu hướng được hiển thị trên trang khám phá của TikTok hoặc trang có biểu trưng tìm kiếm. Trang liệt kê các thẻ bắt đầu bằng # thịnh hành và các thách thức trong ứng dụng. Một số bao gồm #posechallenge, #filterswitch, #dontjudgemechallenge, #homedecor, #hitormiss, #bottlecapchallenge và hơn thế nữa. Vào tháng 6 năm 2019, công ty đã giới thiệu hashtag #EduTok nhận được 37 tỷ lượt xem. Sau sự phát triển này, công ty đã bắt đầu hợp tác với các công ty khởi nghiệp edtech để tạo ra nội dung giáo dục trên nền tảng này.
Ứng dụng đã tạo ra nhiều xu hướng lan truyền, những người nổi tiếng trên Internet và xu hướng âm nhạc trên khắp thế giới. Nhiều ngôi sao đã bắt đầu tham gia musical.ly, nền tảng này đã trở thành nền tảng toàn cầu có tên TikTok vào ngày 2 tháng 8 năm 2018. Những người dùng này bao gồm Loren Grey, Baby Ariel, Kristen Hancher, Zach King, Lisa và Lena, Jacob Sartorius, và nhiều người khác. Loren Grey vẫn là cá nhân được theo dõi nhiều nhất trên TikTok cho đến khi Charli D'Amelio vượt qua cô vào ngày 25 tháng 3 năm 2020. Loren là tài khoản TikTok đầu tiên đạt 40   triệu người theo dõi trên nền tảng này. Cô đã bị vượt mặt với 41,3 triệu người theo dõi. Charli là người đầu tiên đạt 50, 60 và 70 triệu người theo dõi. Cho đến ngày nay Charli D'Amelio vẫn là cá nhân được theo dõi nhiều nhất trên nền tảng.
Những người sáng tạo khác đã trở nên nổi tiếng sau khi nền tảng này hợp nhất với musical.ly vào ngày 2 tháng 8 năm 2018 để phát hành TikTok trên toàn thế giới. Những người có ảnh hưởng như Charli D'Amelio là một ví dụ. Cô ấy trở nên nổi tiếng sau khi song ca với một người dùng TikTok khác đã lan truyền. Cô cũng nổi tiếng khi biểu diễn điệu nhảy "The Renegade," với bài hát " Lot " của K CAMP. Những người có ảnh hưởng hàng đầu khác trên TikTok bao gồm chị gái của cô, Dixie D'Amelio, Addison Rae, Avani Gregg, Chase Hudson, Michael Le, Josh Richards, và nhiều người khác. Charli D'Amelio từng là thành viên của Hype House, một công ty nội dung hợp tác của TikTok có trụ sở tại Los Angeles cùng với một nhóm các ngôi sao TikTok khác, nhưng đã rời đi vài tháng sau đó. The Hype House được thành lập bởi Daisy Kboards, Chase Hudson, Alex Warren, Kouvr Annon và Thomas Petrou vào năm 2019. Charli D'Amelio và chị gái của cô là Dixie D'Amelio được cho là đã rời khỏi Hype House, cùng với Daisy Kboards và Addison Rae. Các thành viên hiện tại của Hype House là Chase Hudson, Connor Yates, Alex Warren, Avani Gregg, Wyatt Xavier, Ryland Storms, Nick Austin, Ondreaz Lopez, Tony Lopez, Kouvr Annon, Thomas Petrou, Calvin Goldby, James Wright, Jack Wright và Patrick Huston.
Ngoài "The Renegade" có hơn 29,7 triệu video, một xu hướng TikTok đáng chú ý là "hit or miss", từ một đoạn trích của "Mia Khalifa" (2018) của iLOVEFRiDAY, đã được sử dụng trong hơn bốn triệu video TikTok. Bài hát này đã giúp giới thiệu ứng dụng đến đông đảo khán giả phương Tây hơn. Các bài hát khác đã nổi tiếng nhờ thành công trên ứng dụng bao gồm "Roxanne" của Arizona Zervas, " Lalala " của bbno $, " Stupid " của Ashnikko, " Yellow Hearts " của Ant Saunders, "Say So" của Doja Cat, "Like That" của Doja Cat,"abcdefu" của gayle, "Truth Hurts" của Lizzo, "Savage" của Megan Thee Stallion, "Captain Hook" của Megan Thee Stallion, "Play Date" của Melanie Martinez, "Tap In" của Saweetie và "Rockstar" Của DaBaby và Roddy Rich. TikTok cũng đóng góp một phần không nhỏ trong việc đưa "Old Town Road" của Lil Nas X trở thành một trong những bài hát lớn nhất năm 2019 và là bài hát quán quân lâu nhất trong lịch sử Billboard Hot 100.
TikTok đã cho phép các ban nhạc trở nên nổi tiếng ở nhiều nơi trên toàn cầu. Ban nhạc Fitz và The Tantrums đã phát triển một lượng lớn người hâm mộ ở Hàn Quốc mặc dù chưa từng đi lưu diễn ở châu Á. "Any Song" của nghệ sĩ R&B và rap Zico đã trở thành quán quân trên bảng xếp hạng âm nhạc Hàn Quốc do sự nổi tiếng của #anysongchallenge, nơi người dùng nhảy vũ đạo của "Any Song". Bài hát đã có mặt trên bảng xếp hạng Billboard Hot 100 trong 17 tuần, phá vỡ kỷ lục trong thời gian dài nhất mà một bài hát đứng đầu bảng xếp hạng. Sau khi bài hát "Old Town Road" lan truyền trên ứng dụng, Lil Nas X đã nhận được một hợp đồng thu âm và bài hát đã vươn lên dẫn đầu bảng xếp hạng Billboard. Nền tảng này đã nhận được một số lời chỉ trích vì thiếu tiền bản quyền đối với các nghệ sĩ có âm nhạc được sử dụng trên nền tảng của họ. Vẫn còn nhiều tranh cãi về việc liệu hình thức quảng cáo này có mang lại lợi ích lâu dài cho các nghệ sĩ hay không vì nó dường như được ví như một "thành công với một hit ".
Vào tháng 6 năm 2020, người dùng TikTok và người hâm mộ K-pop "tuyên bố đã đăng ký hàng trăm nghìn vé có khả năng" cho cuộc biểu tình tranh cử của Tổng thống Trump ở Tulsa thông qua giao tiếp trên TikTok, góp phần vào "hàng ghế trống"  tại sự kiện.
TikTok đã cấm từ chối holocaust, nhưng các thuyết âm mưu khác đã trở nên phổ biến trên nền tảng này, chẳng hạn như Pizzagate và QAnon (hai thuyết âm mưu phổ biến trong giới cánh hữu của Hoa Kỳ) có số thẻ bắt đầu bằng # lên tới gần 80 triệu lượt xem và 50 triệu lượt xem tương ứng vào tháng 6 năm 2020. Nền tảng này cũng đã được sử dụng để phát tán thông tin sai lệch về đại dịch COVID-19, chẳng hạn như các clip từ video Plandemic. TikTok đã xóa một số video này và thường thêm các liên kết đến thông tin COVID-19 chính xác trên các video có thẻ liên quan đến đại dịch.

## Kiểm duyệt
Vào ngày 3 tháng 7 năm 2018, TikTok bị cấm ở Indonesia, sau khi chính phủ Indonesia cáo buộc họ truyền bá "nội dung khiêu dâm, nội dung không phù hợp và xúc phạm tôn giáo." Ngay sau đó, TikTok cam kết ủy nhiệm 20 nhân viên làm việc với nội dung bị kiểm duyệt tại Indonesia, và lệnh cấm được dỡ bỏ vào ngày 11 tháng 7 năm 2018.
Vào tháng 11 năm 2018, chính phủ Bangladesh chặn không cho truy cập internet ứng dụng TikTok.
Vào tháng 1 năm 2019, chính phủ Trung Quốc cho biết họ sẽ bắt các nhà phát triển ứng dụng như ByteDance chịu trách nhiệm về nội dung người dùng được chia sẻ qua các ứng dụng như Douyin, và liệt kê 100 loại nội dung mà chính phủ Trung Quốc sẽ kiểm duyệt. Một số nội dung bất lợi cho Đảng Cộng sản Trung Quốc đã bị giới hạn cho người dùng bên ngoài Trung Quốc, chẳng hạn như nội dung liên quan đến các cuộc Biểu tình tại Hồng Kông 2019. TikTok đã cấm các video liên quan đến nhân quyền ở Trung Quốc, đặc biệt là các vụ lạm dụng ở Tân Cương. Các chính sách của TikTok cũng ngăn chặn các nội dung liên quan đến một danh sách cụ thể các nhà lãnh đạo nước ngoài như Vladimir Putin, Donald Trump, Barack Obama, và Mahatma Gandhi. Chính sách của nó cũng cấm nội dung chỉ trích Recep Tayyip Erdoğan và nội dung được coi là ủng hộ người Kurd.
Vào tháng 2 năm 2019, một số chính trị gia Ấn Độ kêu gọi cấm TikTok hoặc quy định chặt chẽ hơn, sau khi có những lo ngại về nội dung khiêu dâm, đe doạ trực tuyến và các vụ lừa đảo.
TikTok cũng cấm nội dung có thể được coi là có cái nhìn tích cực về những người đồng tính hoặc quyền đồng tính, bao gồm cả các cặp đồng giới nắm tay nhau, kể cả ở các quốc gia nơi đồng tính luyến ái chưa bao giờ là bất hợp pháp.
Theo Reuters ngày 28 tháng 12 năm 2022, ứng dụng TikTok đã bị cấm cài đặt và sử dụng trên toàn bộ các thiết bị thuộc Hạ viện Mỹ, và quyết định này được thi hành trước khi chính phủ Mỹ áp dụng biện pháp tương tự.

## Tôn vinh

### Việt Nam
Nhằm tôn vinh các nhà sáng tạo, nghệ sĩ, người dùng và có nhiều đóng góp trên nền tảng TikTok, TikTok Awards Việt Nam đã được ra đời lần đầu tiên vào năm 2020.